# PR-433
A Rodovia PR-433 é uma estrada pertencente ao governo do Paraná que liga o entroncamento com a BR-476 (na área do municípo de Antônio Olinto) com o entroncamento da PR-427 na localidade de Santo Amaro, no município da Lapa.

## Trechos da Rodovia
A rodovia possui uma extensão total de aproximadamente 62,4 km, podendo ser dividida em 2 trechos, conforme listados a seguir:
| Ponto de referência                   | Extensão do trecho | Extensão acumulada | Situação        |
| ------------------------------------- | ------------------ | ------------------ | --------------- |
| Entroncamento BR-476 (Antônio Olinto) | ---                | 0 km               | ---             |
| Localidade de Água Azul               | 12,9 km            | 12,9 km            | Não pavimentado |
| Entroncamento PR-427 (Santo Amaro)    | 49,5 km            | 62,4 km            | Não pavimentado |

Extensão pavimentada: 0,0 km (0,00%)

## Municípios atravessados pela rodovia
- Antônio Olinto
- Lapa